# Limnophyes roquehautensis
Limnophyes roquehautensis är en tvåvingeart som beskrevs av Langton och Moubayed 2001. Limnophyes roquehautensis ingår i släktet Limnophyes och familjen fjädermyggor.
Artens utbredningsområde är Frankrike. Inga underarter finns listade i Catalogue of Life.